# ويليام هنري إليس
ويليام هنري إليس هو سياسي كندي، ولد في 1819، وتوفي في 28 مارس 1858.